# Louis Chassevent
Louis Marie Charles Chassevent, connu aussi sous le pseudonyme de Louis de Lutèce, né à Paris 7e le 20 septembre 1864 et mort à Paris 15e le 8 avril 1935, est un écrivain, peintre et critique d'art français.

## Biographie
Louis Chassevent est le fils de Gustave Adolphe Chassevent, artiste peintre
et d'Honorine Louise Marie.
Élève de Luc-Olivier Merson, critique d'art au Journal des arts, officier du Nicham Iftikar, il est le fondateur de la Société des artistes indépendants où il expose.
Son tableau La Nuit est au Musée des beaux-arts d'Angers.
Attaché au ministère des finances, il épouse en 1902 Cécile Marie Chassevent (1876-1962), fille du peintre Marie Joseph Charles Chassevent (1826-1902)..

## Publications
- Les Symphonies (pochades impressionnistes), 1890
- Les Salons en 1901, 1901